# Pieter-Frans De Noter

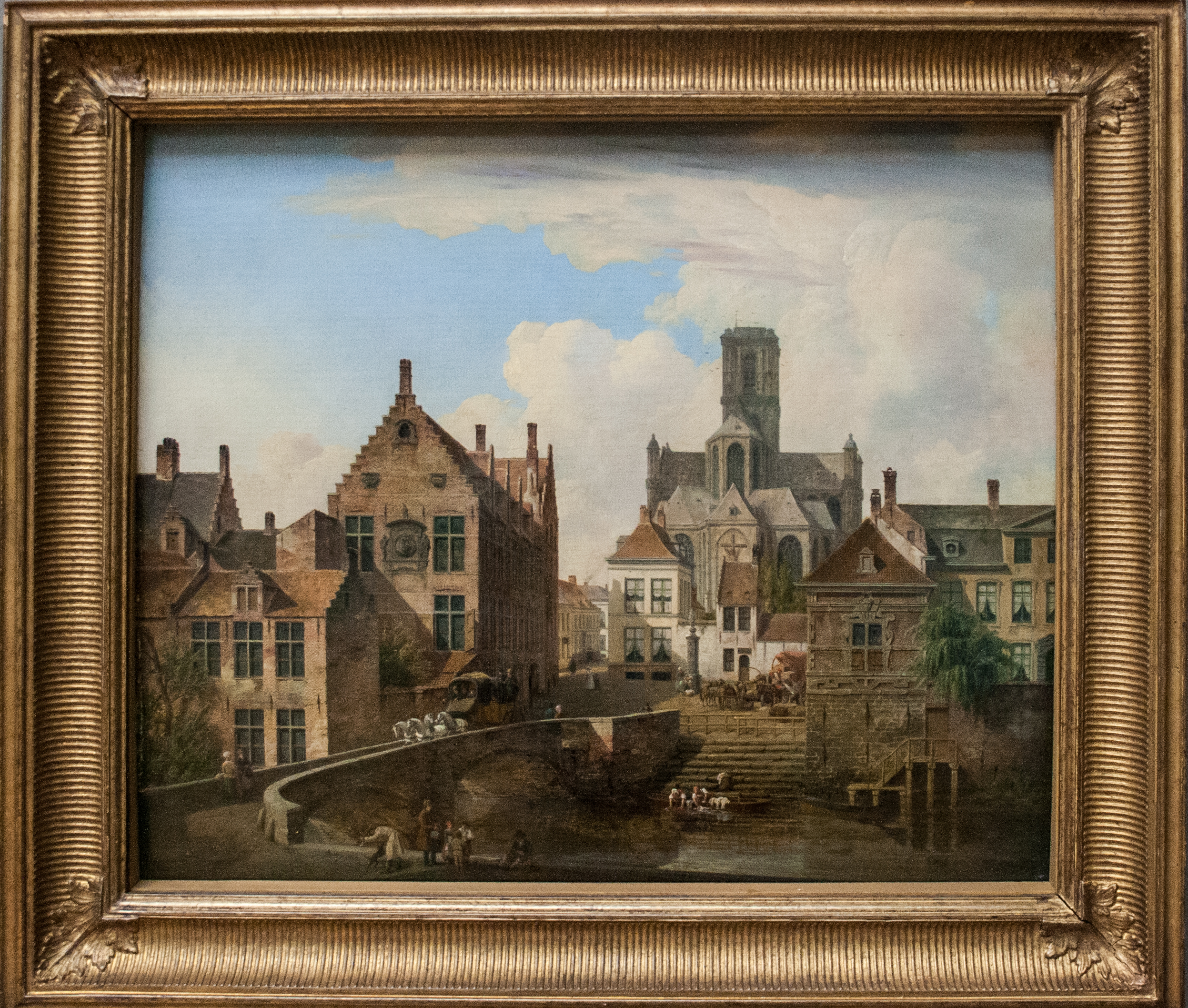
La Cattedrale di San Bavone e il Reep a Gand, circa 1831.

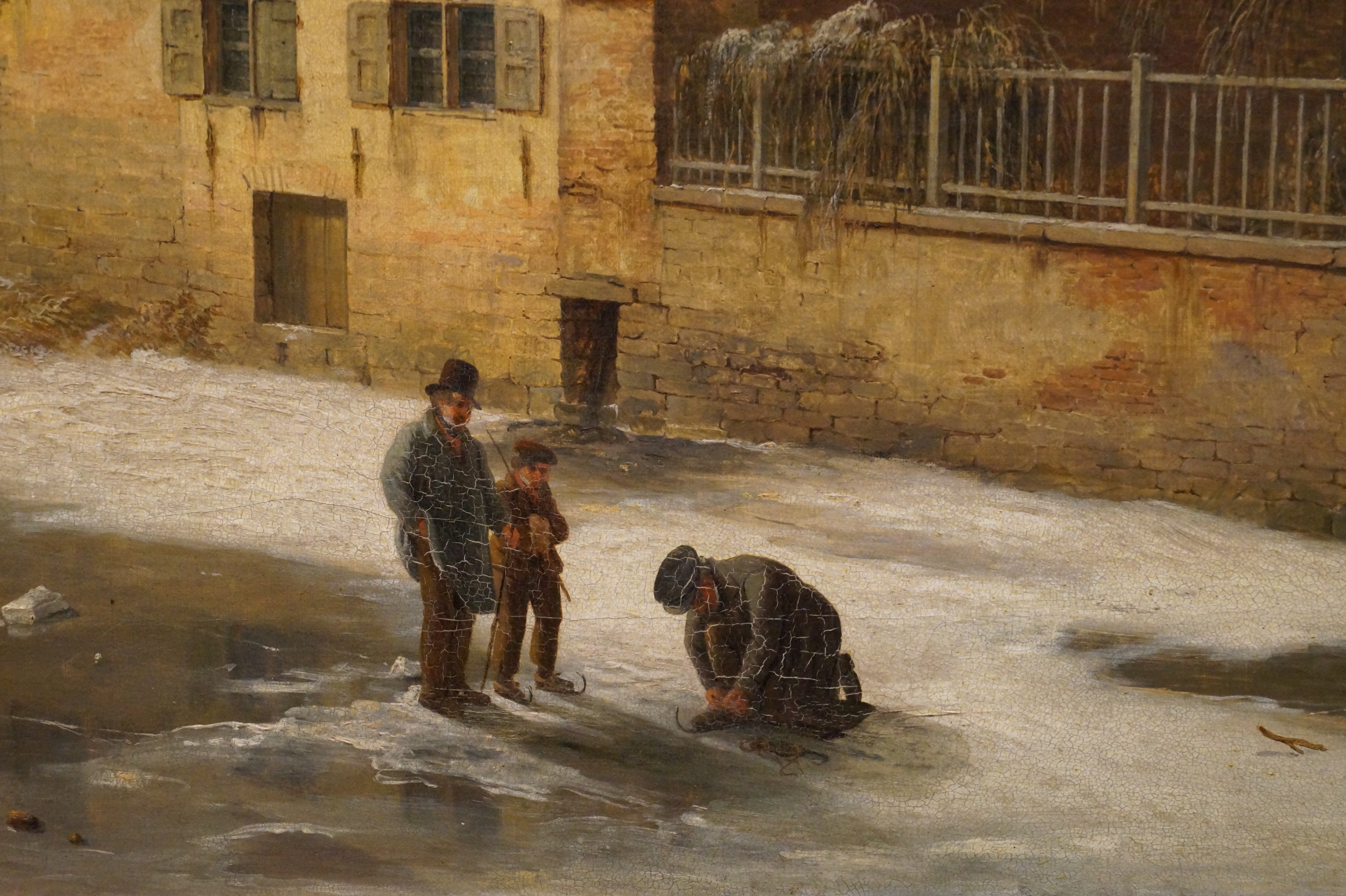
Vista invernale a Gand, 1938.

Pieter-Frans De Noter (Walem, 23 febbraio 1779 – Gand, 22 novembre 1842) è stato un pittore belga fiammingo.

## Biografia
Suo padre, Pieter-Frans De Noter, a volte chiamato Elder, (1747-1830), è un architetto, con sede a Malines. Suo figlio ha studiato per la prima volta come scultore con Jan-Frans Van Geel. Nel 1811, si trasferì a Gand.
Dal 1817 fino alla sua morte, fu professore all'Accademia reale di belle arti di Gand. Ha fatto viaggi nei Paesi Bassi e in Francia, nonché in Svizzera nel 1821. Si è specializzato come pittore di paesaggi urbani (principalmente la città di Gand), di interni e paesaggi di chiese, in particolare scene di inverno; ha spesso invitato il suo amico e collega Eugène Verboeckhoven a completare i suoi dipinti con personaggi o animali.
Nel 1831, pubblicò una raccolta incisa: Raccolta di incisioni in acquaforte, tra cui diversi dopo Hobbema.
Anche suo nipote David De Noter (1818-1892) fu pittore.